# 兴隆街 (郑州)
兴隆街是河南省郑州市一条呈东西走向的道路，长263米，宽60米，西段紧邻郑州站东广场。

## 历史
兴隆街的由来与清末民初郑州棉花业的兴起有很大关系。1904年，郑州火车站通车营运，这里临近火车站，商旅日渐增多，逐渐形成商业街道。铁路通车初期，郑州因位居盛产棉花的中原腹地，各地棉商棉农云集此地，利用这里离火车站近，运输方便的优势，相继建起多家小型花行，形成郑州最初的棉花市场。由于此地大小棉花行集中，客商云集，交易活跃，生意十分兴隆，为图吉利，遂将这条街叫做兴隆街。